# Alpina B10
Alpina B10 fue la denominación de varios modelos de automóviles del segmento E  que el fabricante alemán Alpina produjo en series reducidas entre 1985 y 2003. Todos los vehículos se basaban en los modelos BMW de las series 5 y 6 de la época y recibieron su propia numeración, como es habitual en Alpina. 
El segundo modelo apareció en 1988 y el tercero en 1998. En febrero de 2005 se empezó a fabricar el sucesor del Alpina B5 sobre la base del BMW E60/E61.

## Primera generación
En 1985 Alpina lanzó al mercado el B10 3,5, basado en el BMW 535i (E28), y el B10 3,5 Coupé basado en el BMW 635 CSi (E24). El B10 3,5 Coupé era la única versión del B10 que no estaba basada en un BMW de la serie 5. 
Las mejoras en el motor de seis cilindros y 3,5 litros aumentaron su potencia de 136 kW hasta 192 kW.  Únicamente se fabricaron 77 unidades del B10 3,5 y 44 del B10 3,5 Coupé. Aunque se proyectó un sucesor del B10 3,5 Coupé con catalizador, nunca llegó a fabricarse. 

### Datos técnicos[1]
| Modelo                  | B10 3,5 | B10 3,5 Coupé |
| ----------------------- | --- | --- |
| Plataforma              | BMW 535i E28 | BMW 635 CSi E24 |
| Periodo de fabricación  | 7/1985 - 12/1987 | 7/1985 - 6/1987 |
| Cilindrada              | 3.430 cm³ | 3.430 cm³ |
| Número de cilindros     | 6 en línea | 6 en línea |
| Potencia                | 192 kW (261 CV) a 5.700                                                                                                  | 192 kW (261 CV) a 5.700                                                                                                  |
| Par motor               | 346 Nm a 4.000 | 346 Nm a 4.000 |
| Transmisión             | Cambio manual de 5 velocidades, disponible también como cambio deportivo o cambio automático de 4 velocidades (opcional) | Cambio manual de 5 velocidades, disponible también como cambio deportivo o cambio automático de 4 velocidades (opcional) |
| Aceleración, 0–100 km/h | 6,4 s | 6,4 s |
| Velocidad máxima        | 250 km/h (Automático: 245 km/h)                                                                                          | 250 km/h (Automático: 245 km/h)                                                                                          |
| Volumen fabricado       | 77 | 44 |

## Segunda generación
La segunda generación del Alpina B10 se basaba en el BMW E34; dependiendo del motor, la base era el 525ix, el 535i o el 540i. Entre 1988 y 1996 se fabricaron 1.215 unidades en versiones sedán y familiar. 
En total había cinco versiones distintas.

### B10 3,5/1
Ésta era la única versión disponible del B10 cuando salió al mercado. Las mejoras en el motor de seis cilindros en línea y 3,5 litros del BMW 535i aumentaron su potencia de 211 CV (155 kW) hasta 254 CV (197 kW).  En 1992 cesó la fabricación tras haber alcanzado la cifra de 572 unidades. 

### B10 biturbo
El motor del que fue, por entonces, el sedán de serie más potente del mundo procedía igualmente del BMW 535i y se potenció por medio de dos turbocompresores Garrett T25. La potencia se incrementó de los 211 CV (155 kW) hasta los 360 CV (265 kW). Se fabricaron 507 vehículos entre agosto de 1989 y marzo de 1994. 

### B10 4,0
Alpina lanzó al mercado en abril de 1993 el primer B10 con motor de ocho cilindros. El motor empleado fue el del BMW 540i, modificado para aumentar su potencia de 286 CV (kW) hasta los 315 CV (232 kW). 45 unidades salieron de las cadenas de montaje hasta agosto de 1995. 

### B10 3,0 Allrad
Esta versión se basaba en el BMW 525ix y se fabricaron 64 unidades hasta octubre de 1993. El motor de seis cilindros en línea con sistema Vanos y cuatro válvulas por cilindro vio aumentada su cilindrada de 2,5 litros a 3 litros, mientras que la potencia pasó de 192 CV (141 kW) a 231 CV (170 kW) gracias a una nueva gestión del motor. 

### B10 4,6
Este modelo sustituyó al B10 biturbo en marzo de 1994. El bloque del BMW 540i pasó a tener una cilindrada de 4,6 litros a base de aumentar el diámetro. La potencia de 340 CV (250 kW) quedaba justo por debajo de la del B10 biturbo. Se fabricaron 27 unidades.

### Datos técnicos[2]
| Modelo                  | B10 3,5 / 1      | B10 Biturbo     | B10 3,0 Allrad / Touring | B10 4,0 / Touring | B10 4,6 / Touring     |
| ----------------------- | ---------------- | --------------- | ------------------------ | ----------------- | --------------------- |
| Plataforma              | BMW 535i E34     | BMW 535i E34    | BMW 525ix E35            | BMW 540i E34      | BMW 540i E34          |
| Periodo de producción   | 4/1988 - 12/1992 | 8/1989 - 3/1994 | 10/1993 - 5/1996         | 4/1993 - 8/1995   | 3/1994 - 4/1996       |
| Cilindrada              | 3.430 cm³        | 3.430 cm³       | 2.997 cm³                | 3.982 cm³         | 4.619 cm³             |
| Número de cilindros     | 6 en línea       | 6 en línea      | 6 en línea               | 8 en V            | 8 en V                |
| Potencia                | 187 kW (254 CV)  | 265 kW (360 CV) | 170 kW (231 CV)          | 232 kW (315 CV)   | 250 kW (340 CV)       |
| Par máximo              | 325 Nm           | 520 Nm          | 312 Nm                   | 410 Nm            | 480 Nm                |
| Aceleración, 0–100 km/h | 6,4 s            | 5,6 s           | 7,9 / 8,4 s              | 6,5 / 6,7 s       | 6,1 / 6,2 s           |
| Velocidad máxima        | 250 km/h         | más de 290 km/h | 235 / 230 km/h           | 268 / 263 km/h    | más de 275 / 270 km/h |

## Tercera generación
La tercera generación del Alpina B10, basada en el BMW E39, se fabricó en versiones sedán y familiar entre agosto de 1998 y octubre de 2003. 
Sobre la base del B10, Alpina presentó en febrero del año 2000 el Alpina D10, el primer modelo del fabricante con motor diésel de seis cilindros. El motor de 3 litros biturbo con 245 CV (180 kW) de potencia y un par de 500 Nm se basaba en el del BMW 530d.

### Motor
La tercera generación del B10 se fabricó con motores de seis cilindros en línea y ocho cilindros en V.
Los motores de seis cilindros de 3,2 y 3,3 litros de cilindrada se basaban en los del BMW 528i y el BMW 530i. En el caso del motor de 3,3 litros se incrementó el diámetro del bloque motor, lo cual permitió aumentar la cilindrada hasta los 3.298 cm³. Para ello se modificó la culata, se utilizó un cigüeñal modificado y se sustituyeron los pistones y el árbol de levas. Un sistema de admisión modificado permitía un mayor caudal de aire. Además, el escape de acero inoxidable (Alpina-Bosal) disponía de catalizadores metálicos. Se modificó por completo la gestión del motor, lo cual elevó la potencia de hasta los 280 CV (206 kW). 
Ambos motores V8, tanto el de 4,6 (B10 V8) como el de 4,8 litros de cilindrada (B10 V8 S) procedían del BMW 540i. También en este caso se obtuvo una cilindrada mayor a base de aumentar el diámetro del bloque motor, lo cual, unido a otras modificaciones, permitió aumentar la potencia del motor de 4,6 litros hasta los 340 CV (250 kW) y, más adelante, hasta los 347 CV (255 kW); el motor de 4,8 litros llegó hasta los 375 CV (276 kW).

### Bastidor y frenos
Entre las mejoras que recibió el bastidor, se redujo la altura por medio de muelles modificados y se montaron amortiguadores Sachs para aumentar la firmeza.  Los frenos se tomaron de un BMW E39 con motor V8 y, posteriormente, del E39 remodelado.

### Datos técnicos[3]
| Modelo                 | B10 3,2 /Touring                                                | B10 3,3 /Touring                                   | B10 V8 /Touring                                    | B10 V8 /Touring                                    | B10 V8 /Touring                                    | B10 V8 S /Touring                                  |
| ---------------------- | --------------------------------------------------------------- | -------------------------------------------------- | -------------------------------------------------- | -------------------------------------------------- | -------------------------------------------------- | -------------------------------------------------- |
| Plataforma             | BMW 528i E39                                                    | BMW 528i E39, BMW 530i E39                         | BMW 540i E39                                       | BMW 540i E39                                       | BMW 540i E39                                       | BMW 540i E39                                       |
| Periodo de producción  | 8/1997 - 12/1998                                                | 2/1999 - 10/2003                                   | 1/1997 - 10/1998                                   | 10/1998 - 8/2000                                   | 9/2000 - 9/2002                                    | 1/2002 - 5/2004                                    |
| Cilindrada             | 3.152 cm³                                                       | 3.298 cm³                                          | 4.619 cm³                                          | 4.619 cm³                                          | 4.619 cm³                                          | 4.837 cm³                                          |
| Número de cilindros    | 6 en línea                                                      | 6 en línea                                         | 8 en V                                             | 8 en V                                             | 8 en V                                             | 8 en V                                             |
| Potencia               | 191 kW (260 CV) a 5.900/min                                     | 206 kW (280 CV) a 6.200/min                        | 250 kW (340 CV)                                    | 255 kW (347 CV)                                    | 255 kW (347 CV)                                    | 276 kW (375 CV)                                    |
| Par máximo             | 330 Nm 4.300/min                                                | 335 Nm a 4.500/min                                 | 470 Nm                                             | 480 Nm                                             | 480 Nm                                             | 510 Nm                                             |
| Relación de compresión | 10,5:1                                                          | 10,5:1                                             |                                                    |                                                    |                                                    |                                                    |
| Aceleración 0–100 km/h | 6,5 / 6,9 s                                                     | 6,3 / 6,7 s                                        | 5,9 / 6,2 s                                        | 5,9 / 6,2 s                                        | 5,5 / 5,6 s                                        | 5,4 / 5,6 s                                        |
| Velocidad máxima       | 260 / 252 km/h                                                  | 262 / 256 km/h                                     | más de 275 / 268 km/h                              | 279 / 269 km/h                                     | 279 / 269 km/h                                     | 284 / 273 km/h                                     |
| Consumo                | 7,8–14,6 de promedio 10,2/10,3 l/100 km Súper Plus (98 octanos) | 7,5–14,8 de promedio 10,2/10,3 l/100 km Súper Plus | 9,5–21,7 de promedio 13,4/14,7 l/100 km Súper Plus | 9,2–19,4 de promedio 12,6/13,4 l/100 km Super Plus | 9,2–19,4 de promedio 12,6/13,4 l/100 km Super Plus | 8,7–19,7 de promedio 12,7/12,9 l/100 km Super Plus |
| Peso en vacío          | 1.530–1.620 kg                                                  | 1.690 kg                                           |                                                    |                                                    |                                                    |                                                    |